# Else Rahel Samulon-Guttmann
Else Rahel Samulon-Guttmann (geb. 20. September 1898 in Graudenz, Deutsches Reich; gest. Oktober 1944 im KZ Auschwitz) war eine deutsche Juristin und eine der ersten Richterinnen in Preußen.

## Leben

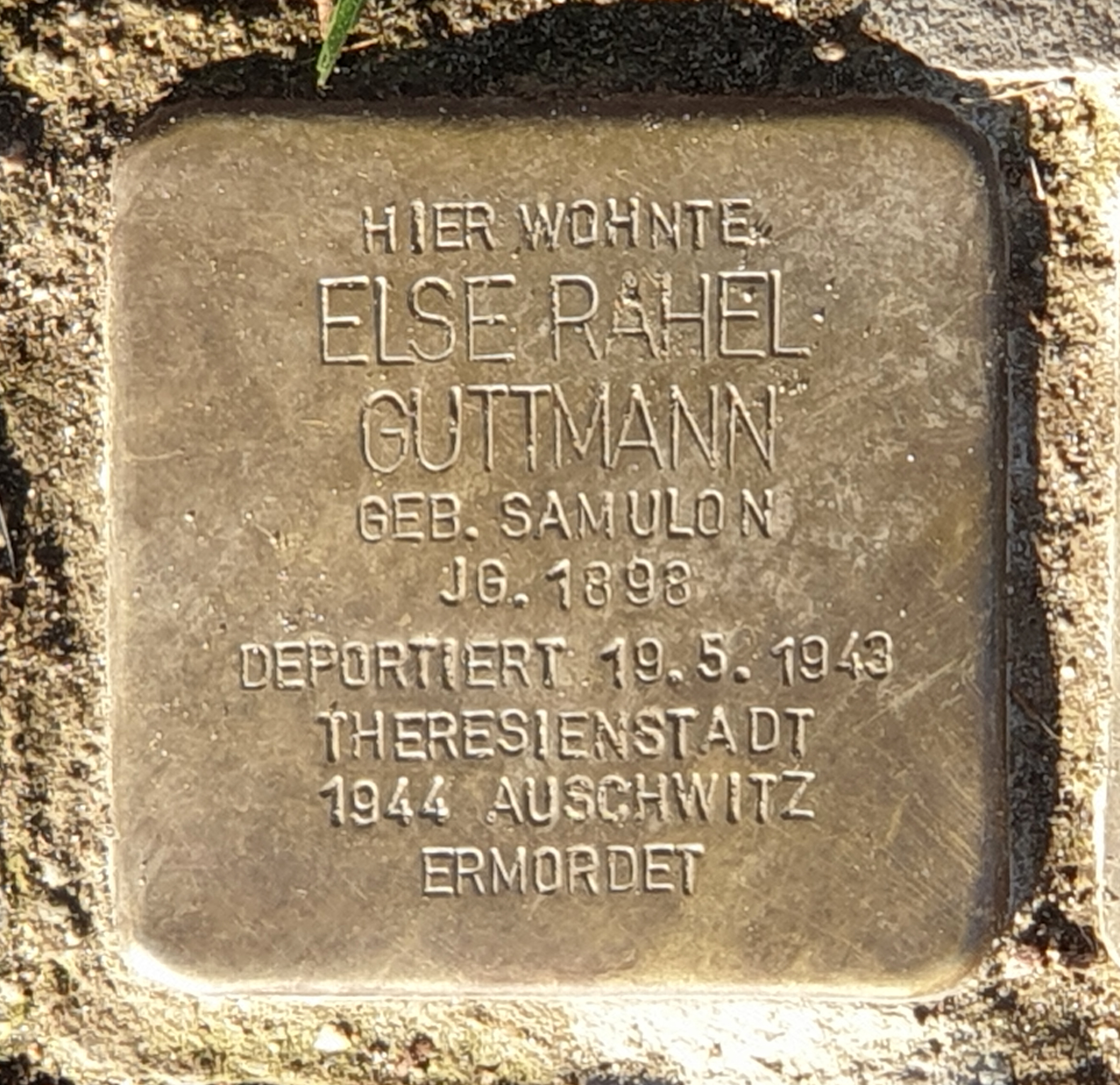
Stolperstein in Berlin-Schöneberg

### Familie und Werdegang
Else Samulon wurde als das älteste der fünf Kinder des Anwalts und Justizrates Sally Samulon (1867–1931) und seiner Frau Johanna (geb. Leiser, 1875–1939) in ein jüdisches Elternhaus geboren. Ihr Vater, der aus Osterode (Ostpreußen) kam, wo seine Familie seit dem 18. Jahrhundert ansässig war, gründete 1896 seine Anwaltskanzlei in Graudenz. Ihre Mutter stammte aus Kulm. Ihren Geschwistern, darunter der Ingenieur Henry A. (Heinz Adolph) Samulon gelang die Flucht aus dem Deutschen Reich.
Sie besuchte das Lyzeum in Graudenz und schloss es 1916 ab. Anschließend studierte sie am Lehrerseminar desselben Gymnasiums und erhielt im Februar 1918 ihr Diplom für den Unterricht an Mädchenschulen. Else Samulon war nicht zufrieden mit der Ausbildung, die sie bisher erhalten hatte, und beschloss das Abitur zu machen. Um an einem Realgymnasium unterrichtet zu werden, musste sie Graudenz verlassen und zog allein nach Danzig, wo sie im September 1919 das Abitur bestand.
Im Sommer 1920, als Graudenz nach dem Ersten Weltkrieg aufgrund der Bestimmungen des Versailler Vertrags an Polen abgetreten wurde, musste die Familie Samulon ihre Wohnung verlassen, die Anwaltskanzlei des Vaters und ihr gesamtes Eigentum aufgeben. Die Familie zog nach Potsdam. Else Samulon schrieb sich im Wintersemester 1920/1921 an der Universität zu Berlin ein. Wie ihr Vater studierte sie Rechtswissenschaft. Unter den Jura-Studentinnen befanden sich viele Jüdinnen, da jüdische Eltern traditionell Wert auf eine gute Ausbildung ihrer Töchter legten und als aufgeschlossener galten, Töchtern den Weg in männlich dominierten Bereichen wie die Rechtswissenschaft beschreiten zu lassen. Else Samulon verbrachte den größten Teil ihrer Tage an der Berliner Universität und, um Geld zu sparen, fuhr sie jeden Abend nach Potsdam zurück. Sie studierte ein Semester an der Universität Heidelberg und ein weiteres an der Universität Frankfurt. Am 16. Mai 1923 bestand Else Samulon ihre erste Staatsprüfung am angesehenen Berliner Kammergericht mit Auszeichnung. Eine ihrer jüngeren Schwestern, Lisbeth (geb. 1907), schrieb sich später ebenfalls an der juristischen Fakultät ein, studierte dann jedoch in Freiburg im Breisgau Medizin und wurde Ärztin.

### Berufstätigkeit
Else Samulon begann ihr Referendariat bei preußischen Gerichten am Landgericht Potsdam. Im Juli 1925 beschloss sie parallel zur Arbeit am Gericht zu promovieren. Der Rechtswissenschaftler Alexander Graf zu Dohna-Schlodien nahm sie als seine Studentin an der Universität Heidelberg auf, wo sie zwei Semester studierte, um als Doktorandin zugelassen zu werden. In einem Brief an die Universität argumentierte sie erfolgreich, dass sie sich als Flüchtling kein weiteres Semester leisten könne. Das Thema ihrer Dissertation war Die Auswirkungen des Dekrets vom 4. Januar 1924 auf Jugendstrafverfahren. Nach der mündlichen Prüfung erhielt sie ihren Abschluss als Dr. jur. im August 1926 und legte die zweite Staatsprüfung am Kammergericht mit hervorragenden Ergebnissen ab.
Drei Jahre lang arbeitete Samulon als Rechtsassessorin, was bedeutete, ein Kandidat für den öffentlichen Dienst zu sein, aber schlecht bezahlt und ohne die Gewissheit, endgültig für eine Stelle angenommen zu werden. In diesen Jahren wechselte sie häufig ihren Arbeitsplatz, je nachdem, wo sie vom Kammergericht eingesetzt wurde. 1929 wurde sie zur Richterin am Amtsgericht in Berlin ernannt. Dies war keineswegs selbstverständlich, vor allem, weil sie eine Frau und eine Jüdin war. Über ihre Ernennung zur Richterin wurde sogar in einer amerikanischen Zeitung berichtet.
1932 heiratete Else Samulon den 1885 in Hildesheim geborenen Oskar Guttmann, ein Rechtsanwalt am Kammergericht Berlin. Sein Vater, Jakob Guttmann, war Rabbiner in der Jüdischen Gemeinde Hildesheim und ein bekannter Gelehrter der jüdischen Philosophie, dessen Veröffentlichungen in Deutschland viel gelesen wurden. Seine Mutter war die Tochter des dänischen Rabbiners und Gelehrten David Jakob Simonsen. Sein Bruder Julius Guttmann war von 1934 bis 1950 Professor für Philosophie an der Hebräischen Universität von Jerusalem.

### Entrechtung und Ermordung
Mit der „Machtergreifung“ verlor Else Samulon-Guttmann im April 1933 ihren Arbeitsplatz gemäß der 1. Verordnung zur Durchführung des Gesetzes zur Wiederherstellung des Berufsbeamtentums, da sie nach nationalsozialistischer Definition „nicht arischer Abstammung“ war. Sie durfte als Juristin nicht mehr tätig sein. Das bedeutete lebenslanges Berufsverbot. Nach 1933 gab es in ganz Deutschland keine jüdische Juristin mehr, die ihren Beruf ausüben durfte. Ihr Mann konnte noch einige Jahre als Anwalt arbeiten. Für ihn galt als Veteran des Ersten Weltkriegs das „Frontkämpferprivileg“, das Juden zeitweilig vor der Entlassung schützte.
Else Samulon-Guttmann machte sich keine Illusionen über die Zukunft. Sie war überzeugt, dass Hitler niemals aufhören würde, bevor nicht so viele Juden wie möglich eliminiert waren. Ihr Mann war jedoch noch optimistisch und konnte nicht glauben, dass ihr Leben in Gefahr sein könnte. Für ihn kam eine Auswanderung, auch aus Altersgründen, zu dem Zeitpunkt nicht in Frage. Außerdem war Else Samulon-Guttmanns Mutter krank geworden und hatte keine Chance auf ein Visum für eine Ausreise. Daher nutzte das Ehepaar nicht die verschiedenen Wege das Land rechtzeitig zu verlassen. Die Geschwister von Else Samulon-Guttmann konnten vor 1939 aus Deutschland fliehen. Als ihre Mutter 1939 starb, war die Möglichkeit der Auswanderung bereits so eingeschränkt, dass dem Ehepaar Guttmann die Flucht nicht mehr gelang.
Bis zu ihrer Deportation am 19. Mai 1943 ins KZ Theresienstadt lebten Oskar und Else Guttmann in Berlin. Im Juli 1943 erhielt einer der in der Schweiz lebenden Brüder von Else Guttmann eine Postkarte von ihr. Sie litt unter den Nachwirkungen eines Herzinfarkts und bat um Lebensmittelpakete. Einige der Pakete erreichten das Paar noch und in ihren Antworten berichteten sie, wie willkommen und nützlich sie gewesen waren. Oskar Guttmann war häufig krank und wurde ins Krankenhaus eingeliefert, während Else Guttmann im Büro arbeitete, um die Betreuung der Kinder von Deportierten, die im Lager eingerichtet wurde, zu organisieren. Später erhielten ihre Verwandten nur noch vorgedruckte Postkarten mit Unterschriften. Das letzte Lebenszeichen war eine Postkarte vom August 1944. Am 19. Oktober 1944 wurden Else und Oskar Guttmann nach Auschwitz deportiert, wo sie ermordet wurden.

## Gedenken
Vor ihrem ehemaligen Wohnort, Berlin-Schöneberg, Münchener Straße 18a, wurden für sie und ihren Ehemann Stolpersteine verlegt.

## Weiterführende Literatur
- Marion Röwekamp: Die ersten deutschen Juristinnen. Eine Geschichte ihrer Professionalisierung und Emanzipation 1900–1945 (=Serie Rechtsgeschichte und Geschlechterforschung), Böhlau Verlag, Köln/Weimar/Wien 2011, ISBN 978-3-412-21439-5.
- Ulrike Schultz, Anja Böning, Ilka Peppmeier, Silke Schröder: Die Situation der Juristinnen in der NS-Zeit. Maßnahmen gegen jüdische Juristinnen und Juristinnen jüdischer Herkunft, in: dies.: De jure und de facto. Professorinnen in der Rechtswissenschaft. Geschlecht und Wissenschaftskarriere im Recht. Nomos, Baden-Baden 2019, ISBN 978-3-8487-4477-0, S. 86–90.
- Guttmann, Else, in: Hans Bergemann, Simone Ladwig-Winters: Richter und Staatsanwälte jüdischer Herkunft in Preußen im Nationalsozialismus : eine rechtstatsächliche Untersuchung. Eine Dokumentation. Bundesanzeiger-Verlag, Köln 2004, S. 192.